# B-FAST

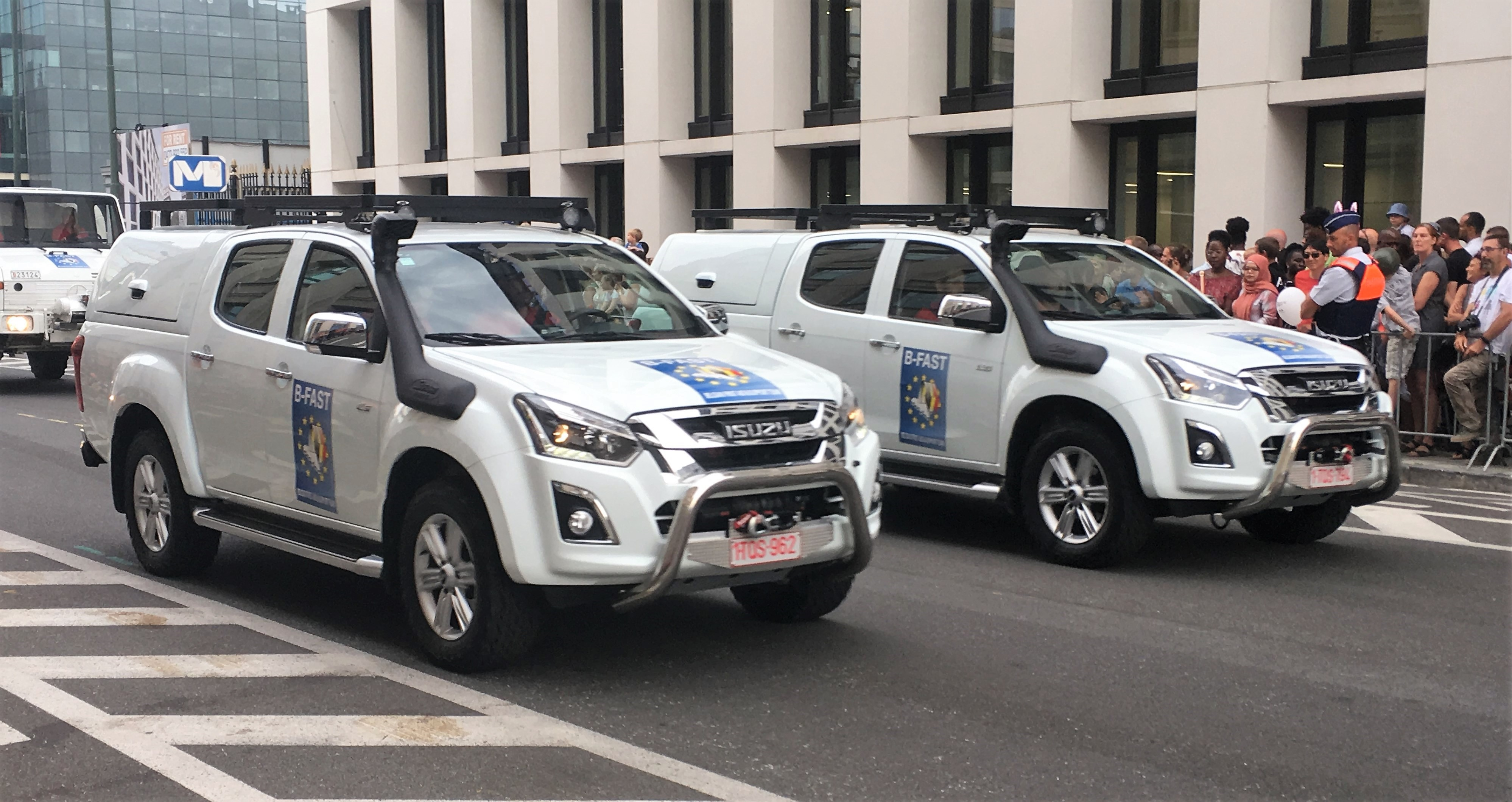
Isuzu D-Max de la BFAST lors du défilé de la fête nationale belge en 2018.

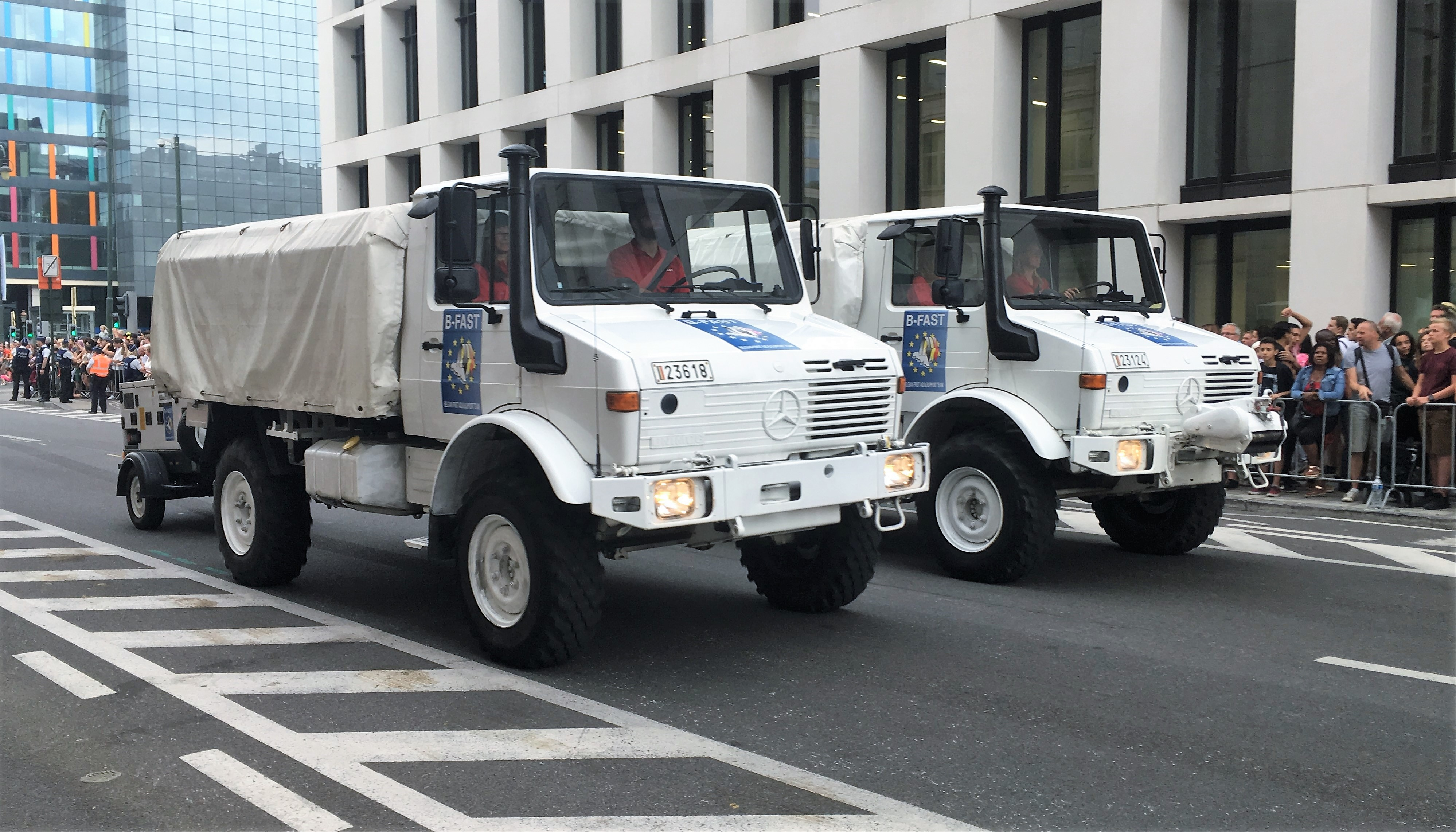
Unimog 1.9T 4x4 SVB

B-FAST (Belgian First Aid & Support Team) est un groupe d'intervention humanitaire rapide belge. Élaboré à la suite du séisme de 1999 à Izmit par le gouvernement Verhofstadt I, sa création a été officialisée par un Arrêté royal du 28 février 2003 (et l'arrêté ministériel du 21 mars 2006). Il s'agit en fait d'une cellule de coordination de plusieurs services publics (corps de pompiers, protection civile, hôpitaux publics, Défense nationale, diplomatie...) destinée à faciliter l'envoi rapide de premiers secours à l'étranger en cas de catastrophe de grande ampleur.  Les missions sont limitées dans le temps, répondent à une demande explicite (à la Belgique ou à l'aide internationale) et ne couvrent pas les pays en guerre.
La cellule, qui dépend du ministre des affaires étrangères, est intervenue de nombreuses fois depuis sa création. Ces interventions sont en général médiatisées afin d'obtenir le soutien de la population belge. Il s'agit d'une espèce de projection à l'étranger de la sécurité civile.

## Rayon d’action
Pour des raisons pratiques d’ordre logistique et sur la base du principe de proportionnalité quant à la capacité de déploiement, le rayon d’action est limité : les lieux d’intervention ne devraient pas être distants de plus de 6 000 kilomètres de la Belgique. Il ne s’agit toutefois pas d’une règle absolue.

## Engagements
- Lors du séisme de 2010 à Haïti, une équipe fut envoyée le 13 janvier à Port-au-Prince avec une soixantaine de personnes[3].

- En novembre 2013, aux Philippines après le passage du typhon Haiyan, une quarantaine de personnes furent envoyées avec un Airbus A330 de la 21e escadrille de la composante air. Pendant plusieurs jours, l’hôpital de secours belge était la seule unité médicale en activité dans toute la province de Tacloban où l'ONU compte 10 000 morts [4]. 200 à 250 patients ont été soignés quotidiennement [5].

- En avril 2015, la Belgique envoie une équipe B-FAST composée de 43 personnes au Népal, ainsi que dix tonnes de matériels et quatre chiens, spécialement entraînés à retrouver des victimes vivantes[6].

- En août 2020, la Belgique envoie une équipe B-FAST à la suite des explosions au port de Beyrouth[7].
- Le 12 février 2023 , la Belgique envoie une équipe B-FAST à la suite des séisme en Turquie.